# 1. Kammersinfonie (Schönberg)

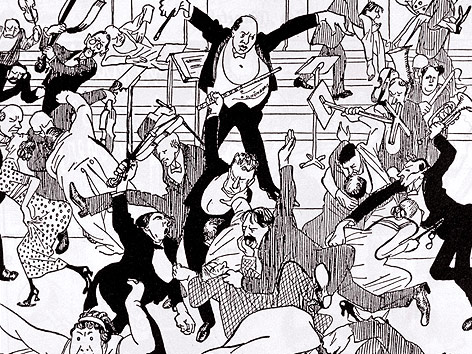
Watschenkonzert, Karikatur in Die Zeit vom 6. April 1913

Die Kammersymphonie Nr. 1 E-Dur op. 9  ist ein für die musikalische Moderne richtungsweisendes Werk des österreichischen Komponisten Arnold Schönberg. Die erste der beiden Fassungen, op. 9a, für 15 Soloinstrumente, wurde am 25. Juli 1906 in Rottach-Egern fertiggestellt und am 8. Februar 1907 im Großen Saal des Wiener Musikvereins durch das Rosé-Quartett und Mitglieder des Wiener Hofopernorchester uraufgeführt. Eine weitere Aufführung am 31. März 1913 gemeinsam mit anderen Werken der „Zweiten Wiener Schule“ geriet zum Skandal (Skandalkonzert 1913).
Die erste Kammersymphonie steht am Ende von Schönbergs früher, spätromantischen und tonalen Schaffensphase und bereitet mit ihrer freien Tonalität den späteren Übergang zur freien Atonalität vor. Das Stück weicht in mehreren Eigenschaften von der herkömmlichen klassisch-romantischen Symphonie ab. Mit dem Werk wandte sich Schönberg kurzfristig vom großen Orchester ab und kleineren Besetzungen zu. Die Kammersinfonie zählt heute zu den Klassikern der Moderne und hat verschiedene Komponisten im 20. Jahrhundert inspiriert.
Die zweite Fassung, op. 9b, für großes Orchester wurde erstmals 1935 in Los Angeles unter Schönbergs Leitung aufgeführt. Schönberg hatte hierfür in mehreren Überarbeitungen versucht, sein Werk dem gängigen Orchesterbetrieb anzupassen, um mehr Aufführungen zu ermöglichen.

## Besetzung und Anordnung des Orchesters
Die Originalfassung op. 9a fordert abweichend von der klassischen Instrumentierung 15 solistische Instrumente. Die Streicherstimmen, sowie Flöte, Oboe und Englischhorn sind einfach besetzt, die Hörner zweifach und die Klarinetten dreifach. Dies bewirkt zusammen mit dem Fagott, das im Bass durch das Kontrafagott verstärkt wird, einen harten, metallischen und näselnden Klang der Bläsergruppe. Deren teilweise tiefer, dunkler Klang wird durch die im Vergleich zu einer üblichen Kammerbesetzung anteilsmäßig stärker mit tiefer spielenden Instrumenten besetzte Streichergruppe noch verstärkt.
Schönberg schrieb in damals unüblicher Weise die genaue räumliche Aufstellung der Instrumentengruppen vor. Vorne haben links und rechts vom Dirigenten die Streicher zu stehen, dahinter die in einer Reihe postierten Holzbläser (inkl. dem Englischhorn), und ganz hinten befinden sich mittig die beiden Hörner.

## Aufbau, Melodik, Harmonik
Während die traditionelle Symphonie üblicherweise in vier Sätzen angelegt ist und sich seit Beethoven immer größere Formen entwickelten, bis hin zu Gustav Mahlers mehrstündigen Werken, beschränkt sich die Kammersinfonie auf einen einzigen 22-minütigen Satz. Schönberg hat sämtliche thematischen Funktionen, die in einer Symphonie vorkommen (Exposition, Durchführung, Reprise, verschiedene Tempi und Rhythmen, kontrapunktische Verschränkung verschiedener Themen), in einem Satz konzentriert.
Das Stück verfügt über zwei Hauptmotive. Zum einen eine direkt zu Beginn vom Horn eingeführte „Fanfare“ aus aufsteigenden Quarten (der später sogenannten „Fanfare der Neuen Musik“). Hierbei wird ein fünfstufiger Quartenakkord durch sukzessives Auftreten der Töne C – F – B – Es – As in den verschiedenen Instrumenten aufgebaut. Diese vertikale Quartenharmonik löst der Komponist dann durch die horizontale Quartenfolge C – F – B – Es – As – Des in den Hörnern in eine Dreiklangsharmonie auf. Zweitens eine – zuerst in der Cellostimme vorkommende – Ganztonleiter-Melodie. Beides sind Strukturen, die dem dur-moll-tonalen Hören weitgehend fremd sind. Zwar ist als Grundtonart des Werkes E-Dur vorgezeichnet, doch ist die überkommene Funktionsharmonik streckenweise bereits aufgelöst.
Das musikalische Geschehen in der Kammersinfonie ist äußerst verdichtet. Mehrere Themen entwickeln sich parallel, Auflösungen von Dissonanzen geschehen unmerklich oder werden bereits durch neu eingetretene Dissonanzen maskiert. Die tonalen Bezüge (also die Tatsache, dass Melodien und Zusammenklänge auf eine zugrunde liegende Zentralharmonie bezogen werden können) scheinen zum Zerreißen gespannt zu sein. Formal steht das Stück in E-Dur, jedoch verliert man über gewisse Strecken jedes Tonartbewusstsein. Der Gesamteindruck ist nervös, sehr „expressiv“ und äußerst bunt im Klangfarbenreichtum.

## Bedeutung
Schönberg sagte 1937 rückblickend über die Bedeutung der 1. Kammersinfonie bezüglich der Entwicklung seiner eigenen musikalischen Sprache:
„Nachdem ich die Komposition der Kammersymphonie beendet hatte, war es nicht nur die Erwartung des Erfolgs, die mich mit Freude erfüllte. Es war etwas anderes und Wichtigeres. Ich glaubte, dass ich jetzt meinen eigenen persönlichen Kompositionsstil gefunden hätte, und erwartete, dass alle Probleme […] gelöst wären, so dass ein Weg aus den verwirrenden Problemen gewiesen wäre, in die wir jungen Komponisten durch die harmonischen, formalen, orchestralen und emotionalen Neuerungen Richard Wagners verstrickt waren“.
Schönbergs weitere Entwicklung führte ihn schließlich zur Aufgabe der Dur-Moll-Tonalität und zu frei-atonalen, expressionistischen Werken.
Schönberg leitet mit op. 9 eine dann ab den 1920er Jahren bei vielen Komponisten zu beobachtende Tendenz ein, Werke statt für großes Orchester für kleinere, situationsbedingt-individuell zusammengesetzte Besetzungen zu schreiben, zum Beispiel Paul Hindemiths Kammermusiken op. 36 oder Strawinskis Histoire du soldat.
Quartenakkorde und -melodik sowie Ganztonleitern und -akkorde, bereits aus dem musikalischen Impressionismus bekannt (z. B. Claude Debussy), wurden später zu einem gängigen Stilmittel des Expressionismus und in weiterer Folge der Jazzharmonik.
Die Arbeit an der 2. Kammersinfonie, einem Schwesterwerk, begann Schönberg kurz nach dem Abschluss der ersten. Fertiggestellt wurde sie allerdings erst viel später im Oktober 1939 im amerikanischen Exil.